# Verfassung der Mongolei
Verfassung der Mongolei (mongolisch Монгол Улсын Үндсэн Хууль Mongol Ulsīn Ündsen Húlĭ, ᠮᠣᠩᠭᠣᠯ ᠤᠯᠤᠰ ᠤᠨ
ᠦᠨᠳᠦᠰᠦᠨ ᠬᠠᠤᠯᠢ, „Grundgesetz des Mongolischen Staates“) ist die Verfassung der Mongolei.
Die Verfassung wurde am 13. Januar 1992 angenommen und am 12. Februar in Kraft gesetzt. Wichtige Ergänzungen erfolgten 1999 und 2001. Die neue Verfassung begründet die Repräsentative Demokratie und garantiert die Religionsfreiheit, Rechtsstaatlichkeit, Freizügigkeit, Freiheit des Wortes, unveräußerliche Rechte, die Organisation der Regierung, den Wahlzyklus und anderes. Sie wurde nach der Demokratischen Revolution 1990 (Ардчилсан хувьсгал, Ardchilsan Khuvĭsgal) geschaffen und löste die Verfassung der Mongolische Volksrepublik ab. Nach der Präambel folgen sechs Kapitel, die in 70 Artikel aufgeteilt sind.
Die Verfassung ist stark an westliche Verfassungen angelehnt in Beziehung auf Pressefreiheit, unveräußerliche Rechte, Freizügigkeit und andere Rechte. Die Vorgänger-Verfassungen stammen von 1924, 1940 und 1960.

## Kapitel

### Kapitel I
Dieser Abschnitt proklamiert die Selbstständigkeit und territoriale Integrität des Mongolischen Staates. Er definiert die Beziehungen zwischen Religion und Staat, das Staatswappen, Flagge und Nationalhymne.

### Kapitel II
Dieser Abschnitt spezifiziert die bürgerlichen, politischen und Menschen-Rechte des Einzelnen. Die Freiheit der Religion, des Wortes, der Presse und das Stimmrecht. Gleichheit vor dem Gesetz. Das Recht auf Gesundheitsversorgung, Bildung und geistiges Eigentum. Außerdem listet es die Pflichten der Bürger auf, inklusive die Pflicht, Steuern zu zahlen und in der Armee zu dienen.

### Kapitel III
Definiert die Struktur des Rechtssystems und die Form der Republik. Beschreibt die Struktur der Regierung.

### Kapitel IV
Kodifiziert die administrativen Distrikte der Mongolei und beschreibt die Beziehung zwischen nationaler und lokaler Regierung (Verwaltung).

### Kapitel V
Begründet ein Verfassungsgericht, um Gesetze mit der Interpretation der Verfassung zu vergleichen.

### Kapitel VI
Beschreibt den Änderungsprozess für Verfassungsänderungen.